# Dominique Champluvier
Dominique Champulier, née le 20 juin 1953 à Ixelles, est une botaniste belge, chercheuse et collaboratrice scientifique au Jardin botanique de Meise.

## Biographie
Elle fait ses études secondaires à Bruxelles, puis obtient en 1975 une licence en sciences botaniques, avec un mémoire intitulé Contribution à l'étude de la dynamique des landes herbeuses en haute Ardenne à l'université catholique de Louvain. Elle est agrégée de l'enseignement secondaire supérieur en botanique (1976).
Depuis 1990, elle est attachée au Jardin botanique national de Meise, et travaille au département Ptéridophytes-Spermatophytes, section Afrique. Elle réalise plusieurs missions en Europe et en Afrique dans ce cadre. Elle est administratrice de la Société botanique de Liège de 1989 à 1991.

## Reconnaissance
Les épithètes spécifiques de Dischistocalyx champluverianus, Mimulopsis champluvierae ou Psychotria champluvierae, lui rendent hommage.